# Гетто в Докшицах
Гетто в До́кшицах (лето 1941 — 29 мая 1942) — еврейское гетто, место принудительного переселения евреев города Докшицы Витебской области и близлежащих населённых пунктов в процессе преследования и уничтожения евреев во время оккупации территории Белоруссии войсками нацистской Германии в период Второй мировой войны.

## Оккупация Докшиц и создание гетто
В 1931 году в местечке проживало около 4000 евреев. По переписи 1939 года, из 3600 человек населения Докшиц 75 % составляли евреи.
Докшицы были захвачены немецкими войсками 9 июля 1941 года, и оккупация продолжалась 3 года — до 2 июля 1944 года. Большинство из евреев не смогли или не захотели эвакуироваться, не веря слухам о жестокости нацистов в отношении еврейского населения.

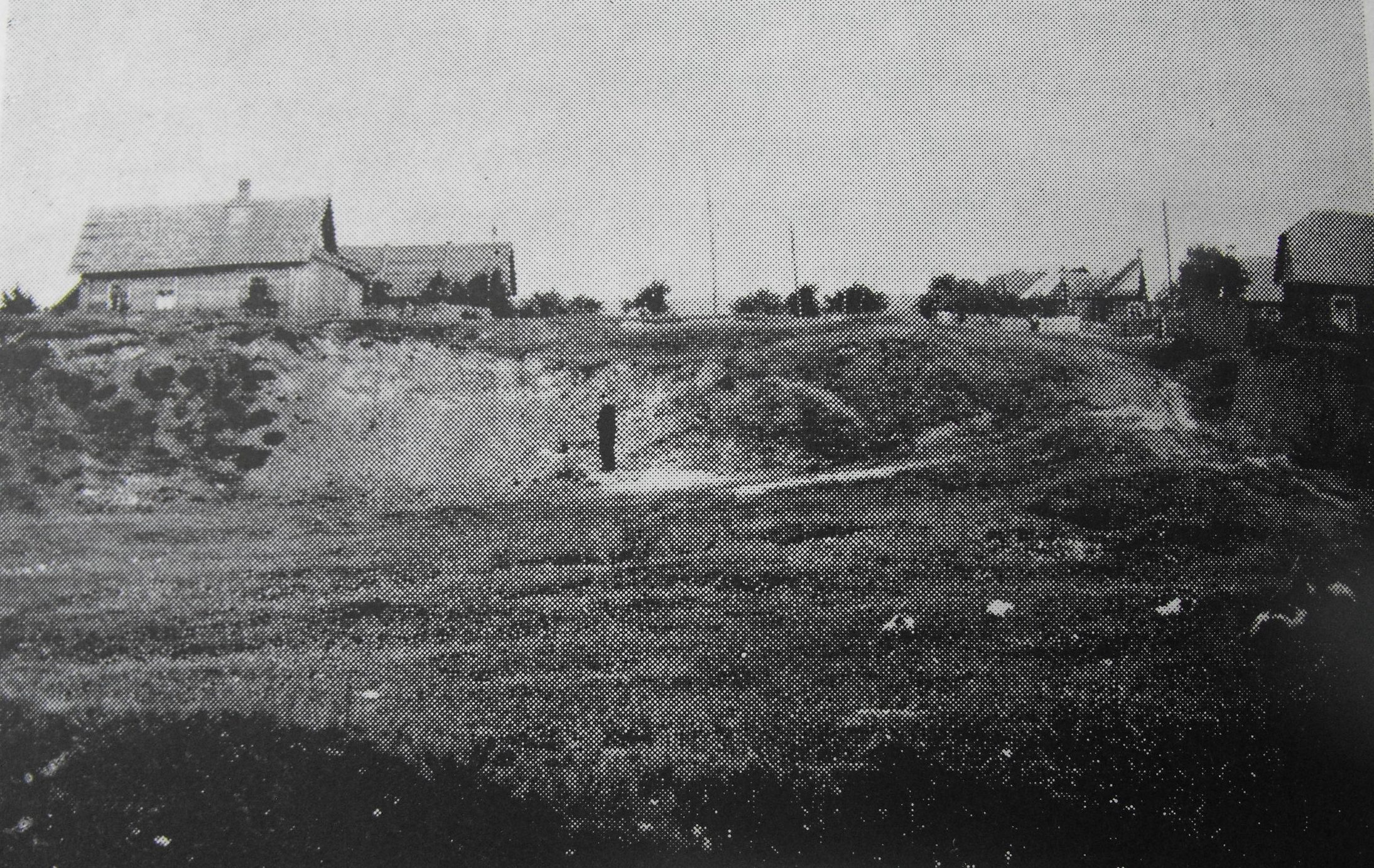
Довоенный снимок песчаного карьера в Докшицах по улице Маяковского во время Второй мировой войны. Сейчас на этом месте возведен мемориал

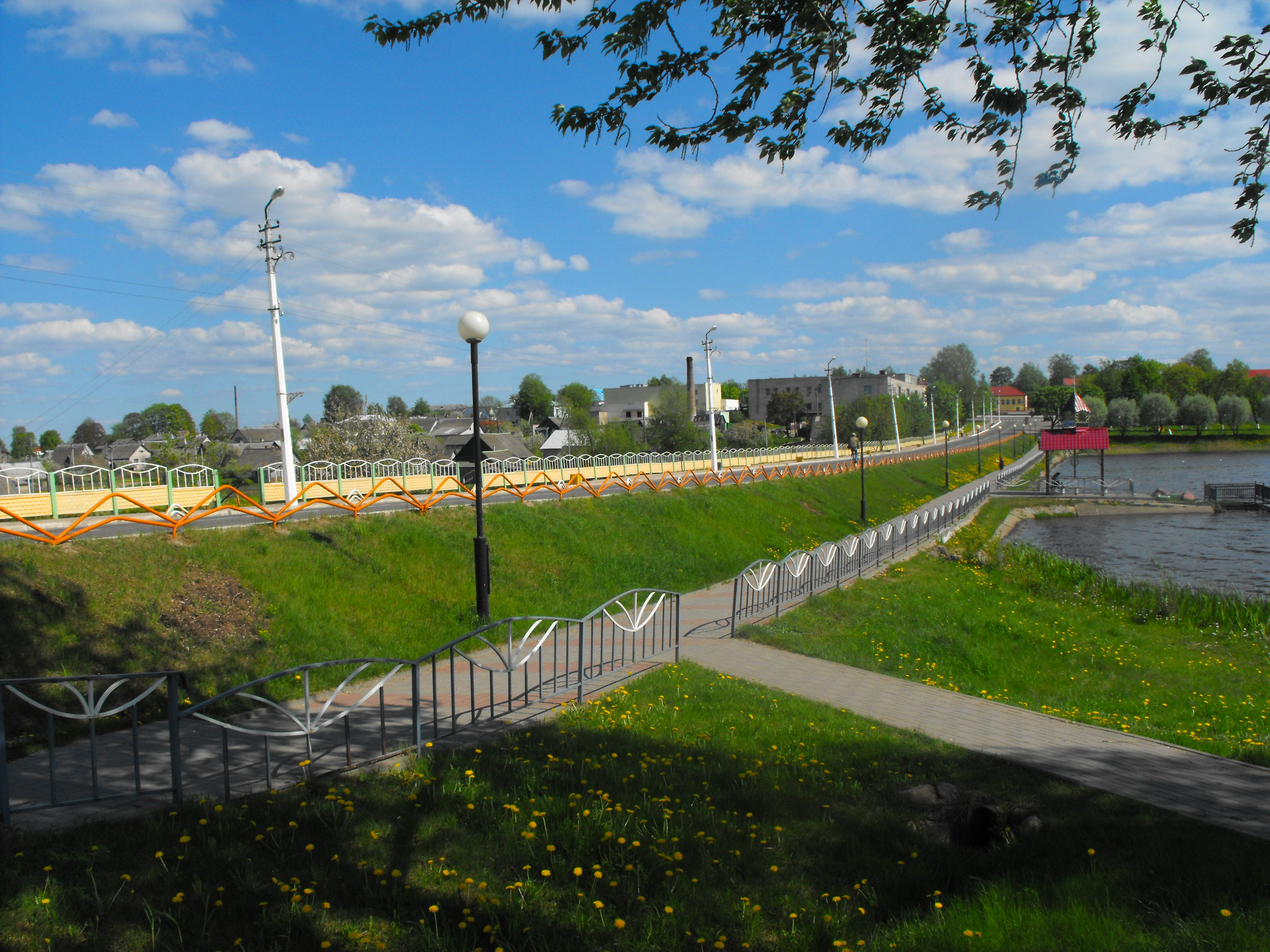
Вид на территорию бывшего Докшицкого гетто со стороны истока реки Березина по улице Советской

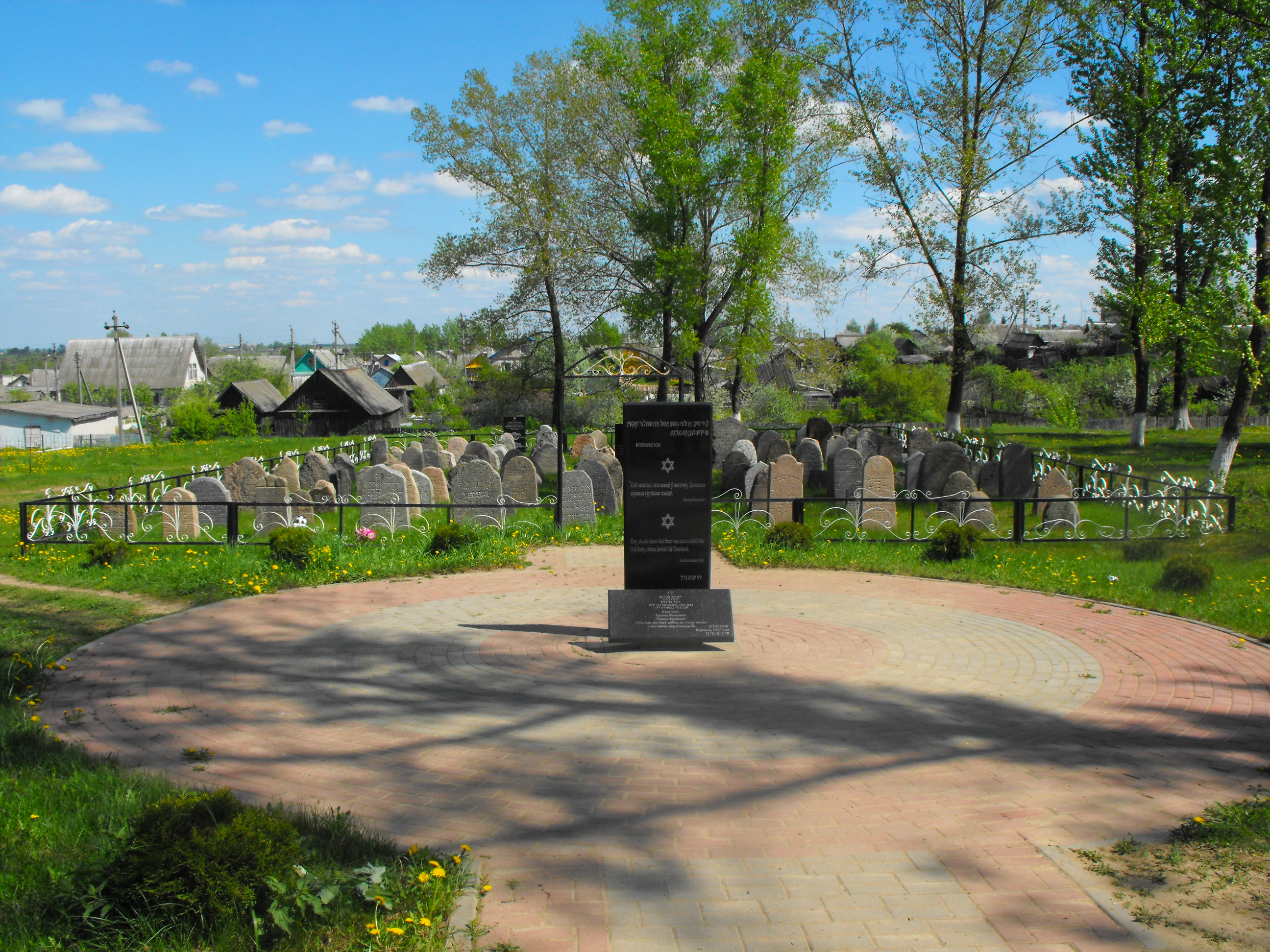
Мемориальное еврейское кладбище в Докшицах на улице Маяковского на месте ранее уничтоженного еврейского кладбища — одного из мест массовых убийств евреев. Множество плит осталось под землей

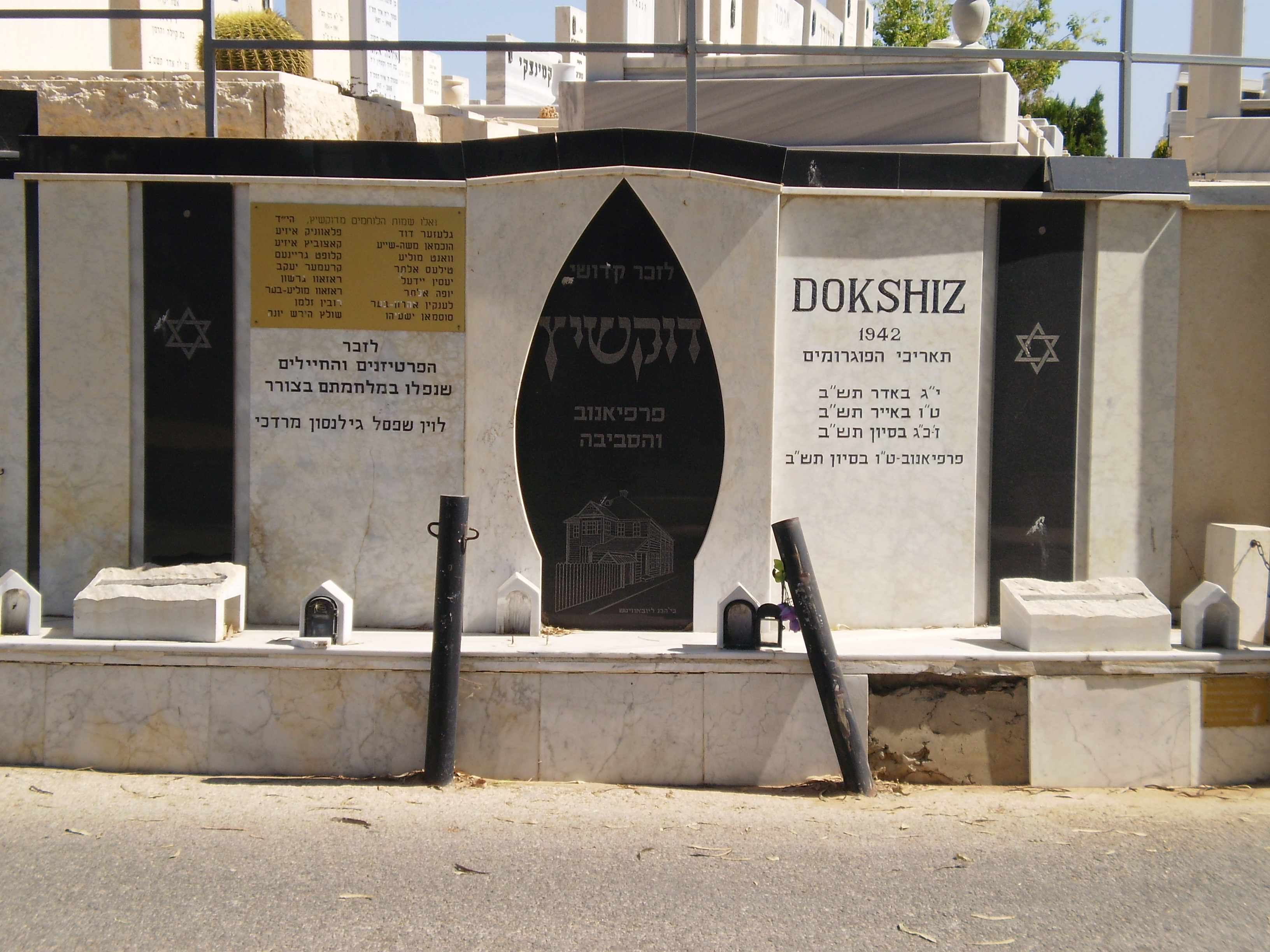
Символический памятник убитым евреям Докшиц на мемориальном кладбище в Холоне

В Докшицах была назначена местная администрация. Своим советником немцы назначили Павла Ковальского, начальником полиции — Комульку, бывшего старшего сержанта Польской армии, в подчинении которого было 25 полицейских, в том числе братья Войничи, братья Литвины, Юхневич и другие, превосходившие, по свидетельствам, жестокостью в отношении к евреям даже эсэсовцев. (После войны, в 1951 году, Комулько был схвачен и повешен по приговору суда в Познани).
Из Германии для организации массовых убийств прислали зондерфюрера Хартмана с помощниками. Бургомистром был назначен Евгений Григорьевич Спичонок, который оказался добрым человеком и, как выяснилось впоследствии, прятал еврейскую семью Крамеров.
Первыми жертвами среди евреев стали сумасшедший Мазин и застреленный в собственном доме Маркман, а также бывший работник милиции Сепсул (Шепсель) Левин. Как только в городе появилось гестапо, в первую очередь были убиты евреи-активисты советской власти — Гронам Клофт, Абрам Левитан, Залман Циклин и другие. Их пытали четыре дня, после чего вывезли из города, расстреляли и закопали в неизвестном месте.
Сразу после оккупации был создан юденрат, председателем которого поставили Ботвинника. В июле 1941 года всем евреям было приказано носить желтую лату (опознавательные знаки на верхней одежде).
Реализуя нацистскую программу уничтожения евреев, немцы создавали гетто почти во всех городах и населённых пунктах Беларуси, где проживало еврейское население. Так и в Докшицах уже летом 1941 (сентябрь 1941, март 1942) года, оккупанты организовали гетто. Всем евреям было приказано явиться туда в течение двух дней и взять с собой только то, что может поместиться в подводу.
Членов юденрата также переселили в гетто. Всего в гетто согнали около 3000 евреев.

## Условия в гетто
Оккупационные власти под страхом смерти запретили евреям снимать желтые латы, выходить из гетто без специального разрешения, менять место проживания и квартиру внутри гетто, ходить по тротуарам, пользоваться общественным транспортом, находиться на территории парков и общественных мест, посещать школы.
Территория гетто начиналась от сада синагоги, включала в себя несколько соседних аллей и часть главной улицы имени Костюшки и занимала территорию, ограниченную улицами Горького (бывшая Полоцкая), Советская (бывшая Глубокская), Интернациональная и рекой Березина.
Вся еда, которую получали узники — это 300 граммов хлеба на человека, причем нерегулярно. Если бы не специалисты, которых выводили из гетто каждый день и которые покупали или обменивали ценности на еду, гетто вымерло бы от голода ещё до полной ликвидации.
Вплоть до полного уничтожения гетто евреев использовали на тяжелых и грязных принудительных работах, от чего многие узники гетто умерли от непосильных нагрузок в условиях постоянного голода и отсутствия медицинской помощи. За малейшее нарушение жестоко наказывали. Когда Залман Раскин на несколько минут опоздал, ему приказали ползти, и немецкий солдат ударил его 25 раз.
«Бобики» (так в народе презрительно называли полицаев) постоянно и открыто грабили узников.
Члены юденрата делали все возможное, чтобы помочь узникам. Они даже ухитрились открыть клинику и синагогу.

## Уничтожение гетто
В августе 1941 года немцы расстреляли очередную группу евреев.
В апреле (марте) 1942 года погром устроили местные полицаи без помощи немцев. Часть евреев расстреляли. После этого погрома многие евреи стали обустраивать убежища, чтобы спрятаться во время следующего погрома.
Вторая «акция» (таким эвфемизмом гитлеровцы называли организованные ими массовые убийства) произошла в начале мая 1942 года. В этом погроме погибло 350 евреев. Среди убитых был и раввин Шейнин, который не прятался, и убийцы застали его молящимся в своем доме.
Гетто в Докшицах было полностью уничтожено 29 мая 1942 года, когда были убиты 2653 еврея.
Колонну евреев во главе с председателем юденрата Ботвинником пригнали к яме около первого кладбища по улице Маяковского, приказывали раздеться, чтобы они кровью не испортили одежду и не смогли спрятать драгоценности, а потом убивали. Убитых евреев каратели уложили в несколько рядов в четыре большие могилы.
Уничтожение Докшицкого гетто продолжалось 17 дней, поскольку многие люди продолжали прятаться, а их упорно искали. Некоторые из обречённых людей убивали себя и детей заранее. Одна женщина дала детям яд и приняла сама.
Всех специалистов, которых немцы оставили в живых, по одному от каждой профессии, девять дней держали в одном доме без еды и воды. Позже всех была обнаружена группа евреев — около 20 человек. Их заметил и выдал полиции мальчик-пастух.
В донесении гебитскомиссара г. Глубокое генеральному комиссару Беларуси об уничтожении евреев от 1 июля 1942 года сообщается, что «29.05.1942 г. было ликвидировано гетто в Докшицах с 2653 евреями. Евреи внутри гетто смогли так спрятались, что потребовалась целая неделя, чтобы найти последнего».
В июне 1942 года в Докшицах не осталось ни одного еврея.
По акту ЧГК от 5 мая 1945 года: «Была произведена раскопка общих могил евреев, расстрелянных немецко-фашистскими захватчиками. Установлено, учитывая размер могил, слои и плотности, что в указанных могилах покоится 3000-3500 трупов».

## Случаи спасения
Некоторые местные жители, рискуя жизнью, помогали евреям продуктами.
Часть докшицких евреев смогли убежать и затем воевали в партизанских отрядах. Среди них — Борис Казинец, Иосиф Шапиро, Я. и Б. Региманы, Б. Фридман, семья Розовых и другие.
Во время расстрела семья Явидов спрятала еврейского мальчика — Хаима Кацмана, который выжил и впоследствии репатриировался в Израиль.

## Память
18 мая 1968 года на месте расстрела евреев был заложен сквер и установлена стела с барельефами.
На месте старого еврейского кладбища установлен памятник жертвам геноцида евреев.
Опубликованы неполные списки убитых.